# М-224
М-224 — авиационный дизельный двигатель с турбонаддувом, разработанный в Германии под индексом ЮМО-224 (4x Jumo-207C) d. Работы по двигателю в СССР велись на заводе № 500 ММП  под руководством В. М. Яковлева в ОКБ-117.